# Main de l'archevêque Fernando Valdés
La Main de l’archevêque Fernando Valdés (Mano del retrato del arzobispo Fernando Valdés) est une peinture à l'huile sur toile réalisée par Diego Vélasquez vers 1630. Il s'agit d'un fragment de 27 × 24 cm sauvé de l'incendie de l'Alcazar royal.
Exposée au Palais royal de Madrid, l’œuvre fait partie des toiles volées entre le 10 et le 14 août 1989, avec notamment le Portrait d'une dame également de Vélasquez.

## Historique
La toile est vraisemblablement un fragment du portrait de l’archevêque Fernando Valdés peint vers 1630 et exposée dans l'Alcazar royal de Madrid et endommagée lors de l'incendie de 1734 et retaillée.  La composition est connue par une copie anonyme conservée dans la collection du comte de Toreno. 
La toile est volée entre le 10 et le 14 août 1989 au Palais royal de Madrid, et n'a pas été retrouvée,.

## Description
Sur le cartellino est écrit   « Illmo Señor / Diego Velazquez ».